# Protoerigone
Protoerigone is een geslacht van spinnen uit de familie hangmatspinnen (Linyphiidae).

## Soorten
De volgende soorten zijn bij het geslacht ingedeeld:
- Protoerigone obtusa Blest, 1979
- Protoerigone otagoa Blest, 1979